# Comutador (matemática)
Na matemática, o comutador indica o "quanto" uma operação binária falha em ser comutativa. Diferentes definições são usadas em
teoria dos grupos e teoria dos anéis.

## Teoria dos grupos
Em teoria dos grupos, o comutador de dois elementos ({\displaystyle g} e {\displaystyle h}) de um grupo G é dado por:
{\displaystyle [g,h]=g^{-1}h^{-1}gh}
O conjunto dos comutadores, {\displaystyle \{[g,h]\in G\ |\ \forall \ g,h\in G\},} não é fechado no produto (logo não é um subgrupo; mas o menor grupo em que isto ocorre tem ordem 96 [carece de fontes?]). O subgrupo gerado pelos comutadores, G'  é chamado de subgrupo comutador, e tem várias propriedades importantes (ele é um subgrupo normal, o quociente G/G'  é abeliado, etc).
Vale também que um grupo {\displaystyle G} é abeliano se, e somente se, seu subgrupo comutador é o subgrupo trivial de um elemento: {\displaystyle G'=\{e\}.}

## Teoria dos anéis
Em teoria dos anéis o comutador de dois elementos {\displaystyle a,b} de um anel é dado por
{\displaystyle [a,b]=ab-ba}
O comutador de {\displaystyle a} e {\displaystyle b} é zero se e somente se os elementos {\displaystyle a} e {\displaystyle b} comutam.